# Атанасій Шептицький (єпископ перемиський)
Атанасій Шептицький (в світі Андрій Шептицький, пол. Atanazy Andrzej Szeptycki; 26 листопада 1723, околиці Самбора — 9 червня 1779, Страшевичі) — перемиський єпископ УГКЦ (1762–1779 рр.), канівський архимандрит; популярний серед духівництва.

## Життєпис
Походив з одного з найстаріших боярських родів Галичини, який дав Україні багатьох великих церковних діячів. Його батьками були Стефан Шептицький та, за даними Т. Жихлінського, його дружина Софія з Корибутів Дашкевич (за іншими даними, це — Анна Чайковська[джерело?]). Його братами були: Лука — підстолій смоленський, чоловік Терези з Шептицьких, дочка Костянтина, і Василь (1735—1800 рр.) — тишовецький староста, чоловік Розалії з Шептицьких, дочки обухівського старости Юрія Шептицького.
1740 р. — зарахований до новіціяту в Уневі. 4 березня 1744 р. отримав дияконські свячення з рук Атанасія Шептицького. 16 листопада 1745 р. зарахований на теологічні студії в Папську Урбаніанську колегію Пропаганди Віри у Римі, де після трьох років не завершив навчання. 17 березня 1748 архієпископ Дураццо Джузеппе Шіро висвятив його на священника в римській церкві святих Сергія та Вакха. У 1749 — на початку 1750 рр. був священником-проповідником при ставропігійній церкві Успіння Богородиці у Львові. На межі 1751—1752 рр. протоархимандрит Іраклій (Лісанський) за згодою Апостольської столиці запропонував його кандидатуру на посаду канівського архимандрита, яким став 1753 р. 1759 р. під час капітули Руської провінції василіян у Бересті обраний провінціялом чину, яким був до кінця 1761-го. Разом з іншими представниками вищого унійного духовенства 5 квітня 1762 підписав петицію до Курії в Римі, просячи видання заборони на перехід з руського обряду на латинський.
Обраний на Перемиську катедру після смерті свого попередника, владики Онуфрія Шумлянського. Подав докладний звіт про Перемиську єпархію апостольському нунцієві Джузеппе Ґарампі в 1772 році. Підняв питання будівництва нового катедрального собору в Перемишлі, однак за свого правління зміг збудувати лише нову дзвіницю.
У своєму рапорті до Відня від 1773 р. намісник Йоган фон Перген твердив, що духовенство не скаржилося на єпископа. Однак у 1775 році представники духовенства Перемиської єпархії надіслали до Курії в Римі обширну протестацію, в якій звинувачували єпископа, зокрема, у купівлі земських маєтностей коштом церковних фондів (а саме в Брухналі), участь у лихварських фінансових операціях, симонію.
Помер у своїй резиденції у Страшевичах, був похований у гробівці під головним вівтарем прокатедрального собору в Самборі.